# Daxing Airport Express
Daxing Airport Express (北京地铁大兴机场线; Běijīng Dìtiě Dàxīng Jīchǎng Xiàn) är en linje i Pekings tunnelbana. Daxing Airport Express trafikerar i nord-sydlig riktning i södra Peking till Beijing Daxing internationella flygplats. Linjen har 4 stationer och driftsattes i september 2019.
Bygget av linjen påbörjades i december 2016. Linjen är 41,36 km lång och trafikerar relativt snabbt (cirka 110km/h). Total restid för linjen är cirka 19 minuter. Daxing Airport Express ansluter till det befintliga tunnelbanenätet vid stationen Caoqiao, som kommer att byggas om till en flygplatsterminal där det går att checka in.

## Lista över stationer
Från norr till söder:
- ?  Lize Shangwuqu (丽泽商务区) (byte till      Linje 14 och      Linje 16)
- Caoqiao (草桥) (byte till      Linje 10 och      Linje 19)[3][1]
- Daxing Xincheng (大兴新城)[3][1]
- Daxing Airport (大兴机场)[1]
- ?  Daxing Airport South (大兴机场南)[1]